# رابووو
رابووو (به بلغاری: Rabovo) روستایی در بلغارستان است که در شهرستان استامبولوو واقع شده‌است.